# Anisothrix
Anisothrix O. Hoffm. – rodzaj roślin z rodziny astrowatych (Asteraceae). Obejmuje 2 gatunki. Występuje naturalnie w Afryce Południowej.

## Systematyka
Pozycja według APweb (aktualizowany system APG III z 2009)
Jeden z rodzajów plemienia Gnaphalieae z podrodziny Asteroideae w obrębie rodziny astrowatych (Asteraceae) z rzędu astrowców (Asterales) należącego do dwuliściennych właściwych.
Wykaz gatunków
- Anisothrix integra (Compton) Anderb.
- Anisothrix kuntzei O.Hoffm. ex Kuntze